# Камешник (Кировская область)
 Камешник — деревня в Кировской области. Входит в состав муниципального образования «Город Киров».

## География
Расположена на расстоянии примерно 14 км по прямой на юг-юго-запад от железнодорожного вокзала станции Киров.

## История
Известна с 1671 года как Починок Федки Ворсина с 2 дворами, в 1764 (Федора Ворсина) 28 жителей, в 1802 (деревня Федора Ворсина) 10 дворов. В 1873 здесь (деревня Федора Ворсина или Камешник) было дворов 9 и жителей 79, в 1905 13 и 62, в 1926 (Камешник или Федора Ворсина) 14 и 61, в 1950 (Каменщик) 11 и 47, в 1989 7 жителей. Настоящее название утвердилось с 1978 года. Административно подчиняется Ленинскому району города Киров.

## Население
Постоянное население составляло 5 человек (русские 100%) в 2002 году, 12 в 2010.